# Le Frestoy-Vaux

Le Frestoy-Vaux este o comună în departamentul Oise, Franța. În 1 ianuarie 2022 avea o populație de 231 de locuitori.